# 張舒眉
張舒眉（1961年11月2日—），是一位出身雲林古坑的企業家。她是電子元件製造商佳必琪國際股份有限公司及創投公司非常木蘭的創辦人之一。

## 生平

### 早年生活
童年時，張舒眉前往離古坑走路路程兩小時的山峰國小就讀；在那裡，她學會了乒乓球，並曾首次離開家鄉前往斗南參加比賽。同時，她也喜愛閱讀，並在畢業前讀完學校圖書館的全部書本。畢業後，她前往斗六就讀當地國中。 就讀國中時，她同時利用課餘時間在工廠打工賺錢。 此外，她曾因渴望擁有牛仔褲而一度打算輟學去做工；但是，在她姐姐援助下，她決定中止計畫。當時，她並不專注於學校功課，而是大量閱讀文學名著、武俠小說、漫畫，並記誦上百首英語歌曲。 在就讀於國立斗六高級家事商業職業學校期間，她因參加舉行於國立成功大學的舞會而決定接受高等教育，並向其兄長請求協助，以同等學歷報名大學聯考。
稍後，她考上東海大學經濟系夜間部。在課餘時間，她繼續練習乒乓球，又旁聽蔣勳授課，且曾考上由中國青年救國團主辦的「美加營」，並在暑假期間陪伴美加地區訪臺華裔學生認識當地文化復參觀十大建設；同時，她也養成了欣賞京劇的興趣。 此外，她也利用課時間在校內銀行工讀實習，並在當地咖啡館擔任服務生。

### 創業生涯
大學畢業後，張舒眉在一家珠寶公司擔任業務，但因經常遲到終遭公司辭退。稍後，張舒眉前往臺北於一家從事電子零件採購的德資企業擔任秘書，並在5年後以總經理頭銜離開公司，計畫前往美國留學或遊學；但是，往日的職場夥伴紛紛委託她協助將其產品外銷。於是，她在1992年於租賃公寓住處與李守柔以新臺幣500萬元作資本創立佳必琪國際股份有限公司，並以傳真或書信與世界各地的客戶聯絡，又自製產品目錄，以協助臺灣中小企業接受來自全球的訂單；但是，她的父親曾予以委婉勸阻。不久，她開始在公司內實施「週休二日」及「上下班不打卡」管理制度。
2005年，佳必琪國際股份有限公司股票上市。 隨後，她決定將佳必琪的工廠移出臺灣，並將公司逐漸轉型且停止製造消費電子產品。
2009年，張舒眉投資新臺幣1500萬元於李烈所監製的電影《艋舺》。
2013年，張舒眉以個人儲蓄成立以女性為主要投資對象的創投公司「非常木蘭」；該公司致力於提供女性創業者諮詢及顧問媒合服務，且同時成立網站並進行採訪報導以推廣其理念。 後來，張舒眉更成立服飾品牌L' amofirefly，以臺灣製造的布料和當地動植物作其設計靈感，並實地探訪當地紡織業者以了解當地產業外移原因。

## 外部連結
- 非常木蘭 （页面存档备份，存于）

### 報導
- 科技風雲- 美麗與財富兼備的高新明、張舒眉P.98 - 今周刊
- 【第八屆傑出校友】張舒眉學姐| 東海大學校友服務網
- 【商周alive】投入上億資金扶植女性創業，佳必琪董事長張舒眉的下半場人生：做我想做的事，直到人生終點 （页面存档备份，存于）